# Xã Bloomington, Quận Decatur, Iowa
Xã Bloomington (tiếng Anh: Bloomington Township) là một xã thuộc quận Decatur, tiểu bang Iowa, Hoa Kỳ. Năm 2010, dân số của xã này là 227 người.